# Tentative de coup d'État de 1992 au Pérou
Une tentative de coup d'État menée par le général de brigade à la retraite Jaime Salinas Sedo eut lieu le 13 novembre 1992 au Pérou.

## Le contexte et les événements
Cet événement s'inscrit dans une période de troubles politiques, initiée par l'homme à la tête de l’État péruvien : depuis avril de la même année, les agissements du  président Fujimori le rapprochaient d'un dictateur, notamment après qu'il eut renversé son propre gouvernement en avril 1992 afin de renforcer son pouvoir, et dissous le congrès.
Il n'y a eu le moindre coup de feu le 13 novembre 1992. Certains observateurs ont même douté de l'existence d'un complot, et ont fait remarquer qu'« il n'y a pas la moindre preuve d'une tentative de coup d'Etat » (Manuel Moreira, député centriste péruvien).
Il y eut des réunions de généraux en retraite et de haut gradés en activité pour évaluer la situation politique alors très tendue. Leur projet consistait finalement à  arrêter le président Alberto Fujimori pour qu'il se retire en faveur du vice-président, puis à organiser le retour à la démocratie. Mais Fujimori, prévenu de l'imminence de leur action et du risque, s'est réfugié, au moment décisif, à l'ambassade du Japon, surprenant ses adversaires. L'opération a été annulée.
Les militaires, arrêtés, affirment qu'ils n'avaient pas l'intention de s'emparer du pouvoir,  mais au contraire de rétablir le jeu démocratique et la constitution, faisant valoir le droit le droit à l'insurrection prévu dans cette constitution si elle est menacée,. Le général Jaime Salinas Sedo, ainsi que 20 et 25 officiers actifs ou retraités, furent arrêtés et condamnés.

### Articles de journaux
- LM, « Pérou : controverse autour de la tentative de putsch. Le malaise s'accroît au sein de l'armée », Le Monde,‎ 17 novembre 1992 (lire en ligne).
- (en) James Brooke, « New Disclosures in Peru Show Plot's Wide Web », The New York Times,‎ 11 décembre 1992 (lire en ligne).
- (en) NYT, « 28 Military Plotters in Peru Sentenced to Prison Terms », The New York Times,‎ 19 février 1993 (lire en ligne).
- (es) LR, « A diez años del 13 de noviembre », La República,‎ 11 novembre 2002 (lire en ligne).

### Sites web d'informations
- (es) « El General Insurgente : "Nunca quisimos matar a Fujimori" », sur Caretas